# Magyar Ferenc (labdarúgó)
Magyar Ferenc (1910. április 2. – 1977. december 10.) válogatott labdarúgó, fedezet, edző.

## Pályafutása

### Klubcsapatban
A III. Kerületi FC labdarúgója volt.

### A válogatottban
1933. január 29-én Portugália ellen egy alkalommal szerepelt a válogatottban. Ezt a mérkőzést a Magyar Labdarúgó-szövetség 2003-ban tette hivatalos mérkőzéssé.

### Edzőként
Az 1946–47-es idényben a Soroksár vezetőedzője volt az élvonalban. 1950-ben a Tatabánya, 1951-ben a Vörös Lobogó Sortex néven szereplő soroksári csapat edzőjeként dolgozott. Az 1952-es idényben a hatodik helyen végző Győri Vasas vezetőedzője volt. Ezzel az eredménnyel a legjobb vidéki csapat volt a győri együttes. Összesen 82 élvonalbeli mérkőzésen ült a kispadon.

## Statisztika

### Mérkőzése a válogatottban
| Magyarország | Magyarország     | Magyarország | Magyarország | Magyarország | Magyarország | Magyarország | Magyarország | Magyarország |
| #            | Dátum            | Helyszín     | Hazai        | Eredmény     | Vendég       | Kiírás       | Gólok        | Esemény      |
| ------------ | ---------------- | ------------ | ------------ | ------------ | ------------ | ------------ | ------------ | ------------ |
| 1.           | 1933. január 29. | Lisszabon    | Portugália   | 1 – 0        | Magyarország | barátságos   | -            |              |
|              | Összesen         |              |              | 1            | mérkőzés     |              | 0            | gól          |